# Сирия
Си́рия (араб. سُورِيَا‎ [suː.ri.jaː]), официально — Сири́йская Ара́бская Респу́блика (араб. ٱلْجُمْهُورِيَّةُ ٱلْعَرَبِيَّةُ ٱلسُّورِيَّةُ‎) — государство на Ближнем Востоке. Граничит с Ливаном и Израилем на юго-западе, с Иорданией на юге, с Ираком на востоке и с Турцией на севере. Омывается Средиземным морем на западе.
Как современное государство Сирия возникла в 1946 году, но цивилизация зародилась здесь ещё в IV тысячелетии до н. э. Столица — Дамаск, один из древнейших постоянно заселённых городов и современных столиц в мире.
Население Сирии составляет 15,4 миллиона человек (2025). По данным The Global Religious Landscape, 92,8 % сирийцев — мусульмане, 5,2 % — христиане, 2,0 % — нерелигиозные и атеисты. Государственный язык — арабский.
С 1963 по 2024 год страна находилась под властью партии «Баас» и её союзников. В 2011 году началась гражданская война в Сирии между сторонниками официального правительства («Баас» и Башара Асада), вооружённой оппозицией, автономной администрацией курдов и Сирийскими демократическими силами (СДС), Исламским государством (ИГ) и большим количеством иных группировок исламистского толка, сопровождающаяся иностранным военным вмешательством (см. Турецко-сирийский конфликт, Военная операция России в Сирии, Военная операция США и их союзников в Сирии). В декабре 2024 года серия наступательных операций коалиции оппозиционных сил привела к захвату нескольких крупных городов, включая Дамаск, и падению режима Асада.

## Этимология
Название «Сирия» происходит от древнегреческого названия колоний Ассирии, образованных от семитского слова «Сирион». Местность на восточном побережье Средиземного моря южнее Киликии, между Египтом и Месопотамией, включающую армянские области Коммагену, Софену и ассирийскую область Адиабену, Плиний Старший описывает как «бывшую Ассирию». К тому времени, как Плиний закончил свой главный труд — «Естественную историю», этот регион был разделён Римской империей на несколько провинций: Иудея (Палестина и Иордании), Финикия (современный Ливан), Месопотамия и Келесирия (то есть «Полая Сирия»).

## История
До XX века Сирия не существовала как независимое суверенное государство с локальным правителем. Она либо находилась в составе других более крупных государств, либо была разделена между разными местными или иноземными государствами.

### Древняя Сирия
История сирийской цивилизации восходит, как минимум, к IV тысячелетию до н. э.
Эблаитский язык — древнейший из известных семитских языков. В библиотеке Эблы, обнаруженной в 1975 году, найдены более 17 тысяч глиняных табличек, посвящённых ремёслам, сельскому хозяйству и искусству. Среди ведущих ремёсел Эблы — обработка дерева, слоновой кости, жемчуга. К прочим известным городам эпохи относятся Мари, Угарит и Дура-Европос.
В XXIII веке до н. э. Эбла была завоёвана Аккадом, а столица была полностью разрушена. Затем на территорию Сирии вторглись ханаанские племена, образовавшие множество мелких государств. За период между вторжением ханаанских племён и завоеванием Сирии в 64 г. до н. э. Римской империей её территория последовательно находилась под властью гиксосов, хеттов, египтян, арамеев, ассирийцев, вавилонян, персов, древних македонцев, эллинистической державы Селевкидов, Великой Армении Тиграна Великого.
С XVI века до н. э. на юге Сирии существует город Дамаск, изначально подчинённый египетским фараонам.
Сирия занимает важное место в истории христианства, — согласно Библии, Павел принял христианскую веру по дороге в Дамаск, а потом жил в Антиохии, где ученики Христа впервые стали называться христианами (см. Деяния Апостолов).

### Исламское правление
Ислам закрепился в Сирии в 661 году, когда Дамаск стал столицей Арабского халифата при Омейядах. В это время Халифат уже был могущественным государством, простиравшимся от Пиренейского полуострова до Центральной Азии. Дамаск стал культурным и экономическим центром всего арабского мира, уже в VIII веке являясь одним из крупнейших городов мира. В 750 году Омейяды были свергнуты династией Аббасидов, после чего столица Халифата переместилась в Багдад.
В XII веке на территории Сирии были образованы государства крестоносцев, просуществовавшие менее сотни лет. С XIII века Дамаск стал провинциальным центром Империи мамлюков. В 1400 году Сирия подверглась нападению со стороны Тимуридов. Тамерлан разгромил отряды мамлюков, разрушил Дамаск и вывез все его богатства в Самарканд. С 1517 года Сирия на 4 века вошла в состав Османской империи.
Накануне Первой мировой войны территория современной Сирии входила в состав трёх вилайетов Османской империи — Бейрут, Алеппо и Дамаск (Сирия). Восточная, малонаселённая и преимущественно пустынная часть современной Сирии представляла собой западную часть самостоятельного санджака Зор с центром в Дейр-эз-Зоре.

### Французский мандат
Вскоре после поражения в Первой мировой войне Османская империя распалась, а многие её территории оказались оккупированными. В 1920 году было основано Сирийское арабское королевство с центром в Дамаске. Королём был объявлен Фейсал из династии Хашимитов, позже ставший королём Ирака. Но независимость Сирии длилась недолго. Уже через несколько месяцев французская армия оккупировала Сирию, разгромив 23 июля сирийские войска в битве у перевала Мейсалун.
В 1922 году Лига Наций приняла решение легализовать оккупацию земель Османской империи Великобританией и Францией. Великобритания в 1917 году оккупировала часть Османской империи — регион Палестина южнее Сирии. В 1922 году режим прямой оккупации был заменён на административное управление на основе мандата от Лиги Наций. Впоследствии Палестина была разделена. От неё были отделены земли восточнее реки Иордан, где была создана Трансиордания под протекторатом Великобритании.
Франция в свою очередь получила в 1922 году мандат Лиги Наций на территорию Сирии. В 1926 году подмандатная территория была разделена на Ливан и Сирию.
В 1926 году в Ливане была введена конституция страны, подтверждавшая мандат Франции и предусматривающая выборного президента и однопалатный парламент.
В 1936 году между Сирией и Францией был подписан договор, предусматривающий независимость Сирии, но в 1939 году Франция отказалась его ратифицировать. В 1940 году Франция сама была оккупирована немецкими войсками, и Сирия перешла под контроль режима Виши (губернатор-генерал Анри Денц). Нацистская Германия, спровоцировав мятеж премьер-министра Гайлани в британском Ираке, направила в Сирию подразделения своих ВВС.
В июне — июле 1941 года при поддержке британских войск подразделения Свободной Франции во главе с генералами Шарлем де Голлем и Жоржем Катру в ходе кровопролитного конфликта с войсками Денца заняли Сирию. Генерал де Голль в своих воспоминаниях прямо указывал, что события в Ираке, Сирии и Ливане были напрямую связаны с германскими планами по вторжению в Грецию (в том числе на остров Крит), Югославию и СССР, так как имели задачу отвлечь вооружённые силы союзников на второстепенные театры военных действий.
27 сентября 1941 года Франция предоставила независимость Сирии, оставив свои войска на её территории до окончания Второй мировой войны. 26 января 1945 года Сирия объявила войну Германии и Японии. В апреле 1946 года французские войска покинули Сирию под давлением СССР, несмотря на противодействие США. После этого сирийское правительство на десятки лет ушло в сторону преобладания зарубежных контактов с СССР.

### Новейшая история
Президентом независимой Сирии стал Шукри аль-Куатли, боровшийся за независимость страны ещё при Османской империи. В 1947 году в Сирии начал действовать парламент. Основными политическими силами стали Сирийская социальная националистическая партия, Партия арабского социалистического возрождения и находившаяся тогда в подполье Коммунистическая партия Сирии. Сирийская социальная националистическая партия была носителем профашистской идеологии «социального государства», отличалась антисемитизмом и симпатиям к нацистам. Многие нацистские преступники нашли укрытие в Сирии и стали основателями её спецслужб.
После обретения Сирией независимости усилились атаки на сирийских евреев, их бизнес бойкотировался. Новое правительство запретило эмиграцию в Палестину, преподавание иврита в еврейских школах было серьёзно ограничено.
После принятия 27 ноября 1947 года ООН решения о разделе Палестины в Сирии прошли еврейские погромы. Только в Алеппо, с еврейской общиной, жившей в городе 2,5 тысяч лет и насчитывавшей от 6 до 7 тысяч евреев, 1 декабря 1947 года были разрушены 150 домов, 5 магазинов и 10 синагог. От 8 до 75 евреев были убиты, несколько сотен — ранены. После погрома многие евреи бежали из города в Турцию и Ливан, на территорию будущего Израиля и в США. В 1948 году еврейская община Сирии, насчитывавшая в 1900 году 50 000 человек, сократилась до 30 000. Погромы продолжались и в 1948, и в последующие годы, в результате евреи были вынуждены практически полностью бежать из Сирии в Израиль, США и страны Южной Америки. На 2025 год в Дамаске проживает менее 10 евреев.
В 1948 году сирийская армия приняла ограниченное участие в арабо-израильской войне, начатой Лигой арабских государств и вторглась в Северную Галилею. По окончании войны, в парламенте страны начали звучать обвинения в адрес правительства в некомпетентности и присвоении финансовых средств, что вынудило его, после массовых беспорядков, уйти в отставку, а военных — ввести в стране чрезвычайное положение. К власти пришёл полковник Хусни аз-Займ, отменивший конституцию 1930 года, запретивший политические партии и впоследствии провозгласивший себя президентом.
14 августа 1949 года аз-Займ был убит и власть перешла к полковнику Сами Хинауи, восстановившему гражданский режим. Для принятия новой конституции был выбран Народный Совет, большинство в котором получило Халебское отделение Национальной партии, выступающее за союз с Ираком. Идея политического союза с Ираком вызвала недовольство среди военных, лидером которых был Адиб аш-Шишакли, и 19 декабря Хинауи был смещён. 5 сентября 1950 года была провозглашена новая конституция, по которой Сирия становилась парламентской республикой, но уже в ноябре 1951 года действие конституции было приостановлено, а парламент страны распущен. В 1953 году Шишакли обнародовал новую конституцию и, после референдума, стал президентом.
В феврале 1954 года к власти в стране пришла военно-гражданская коалиция во главе с Хашимом Бей Халидом Аль-Атасси, вернувшая конституцию 1950 года. В 1954 году по итогам выборов большинство мест в парламенте получила Партия арабского социалистического возрождения, требующая кардинальных преобразований в промышленности и сельском хозяйстве. На выборах в 1955 году президентом страны, при поддержке Саудовской Аравии и консерваторов в парламенте, был избран Шукри аль-Куатли.
15 марта 1956 года между Сирией, Египтом и Саудовской Аравией был заключён договор о коллективной безопасности против возможной израильской агрессии.
В ноябре 1956 года, как прямой результат Суэцкого кризиса, Сирия подписала договор с Советским Союзом. Это стало точкой опоры для коммунистического влияния в правительстве в обмен на военную технику. Турция была обеспокоена этим увеличением силы сирийской военной техники, так как казалось возможным, что Сирия попытается отобрать Искендерун. Только жаркие дебаты в Организации Объединённых Наций приостановили угрозу войны.

#### Объединённая Арабская Республика
22 февраля 1958 года, на волне популярности панарабского движения, Сирия и Египет объединились в одно государство — Объединённую Арабскую Республику с центром в Каире. Президентом нового государства стал египетский лидер Гамаль Абдель Насер, но сирийцы также занимали многие важные посты. Однако вскоре Насер распустил все сирийские политические партии. В Сирии началась масштабная национализация сельского хозяйства, а затем промышленности и банковского сектора. Образование нового государства поддержало руководство СССР: ОАР были предоставлены кредиты, а также было объявлено об участии СССР в более чем пятидесяти проектах индустриального строительства.
В Сирии постепенно нарастало недовольство объединением. Сирийцы считали, что все ведущие позиции заняли египтяне, а они находятся в ущемлённом положении. Вскоре недовольство перешло в открытый мятеж: 28 сентября 1961 года в Дамаске под руководством группы офицеров произошёл государственный переворот; египтяне пытались подавить очаг сопротивления, но безуспешно. Было создано национальное правительство во главе с Маамун аль-Кузбари. Таким образом, ОАР просуществовала всего 3,5 года.

#### Сепаратистский период
После выхода Сирии из конфедерации страну возглавил либерал Назим аль-Кудси. Он вернул многие национализированные предприятия прежним владельцам. 28 марта 1962 года в стране вновь произошёл переворот под руководством всё той же группы армейских офицеров. Аль-Кудси и его премьер-министр были арестованы. Через 5 дней сторонники прежнего режима свергли временное правительство, и Аль-Кудси вновь стал президентом страны.

#### Баасистская Сирия
8 марта 1963 года в Сирии вновь произошёл военный переворот, в результате которого к власти пришла Партия арабского социалистического возрождения (ПАСВ) (часто используется название «Баас» (ар. «возрождение»)). 
В 1964 году была принята новая конституция, в которой была закреплена ведущая роль ПАСВ. Страну возглавил Амин аль-Хафез, начавший радикальные социалистические реформы. В частности, вновь была проведена национализация основных отраслей хозяйства. 23 февраля 1966 года Сирию потряс уже пятый за 4 года переворот под руководством Салаха Джадида и Хафеза аль-Асада. Амин аль-Хафез был свергнут, но ПАСВ осталась у власти, и социалистический путь развития Сирии остался в целом неизменным.
В 1967 году в ходе Шестидневной войны Голанские высоты были оккупированы Израилем. Удары израильской авиации в ходе войны нанесли огромный ущерб экономике. Неспособность правительства обеспечить восстановление промышленности после войны привела к антиправительственным акциям в 1968—1969 годах. В ноябре 1970 года в результате «исправительного движения» в ПАСВ, которое возглавил Хафез аль-Асад, группировка Салаха Джадида была отстранена от власти. Таким образом, Сирия стала основным союзником Советского Союза на Ближнем Востоке. СССР оказал Сирии помощь в модернизации экономики и вооружённых сил.
В 1973 году Сирия вместе с другими арабскими государствами напала на Израиль. Разгромить Израиль арабам не удалось, и через 18 дней война была прекращена. По решению Совета Безопасности ООН по окончании войны в 1973 году создана буферная зона, разделяющая Израиль и Сирию. На 2025 год Голанские высоты контролируются Израилем, но Сирия требует их возвращения.
В 1976 году по просьбе ливанского правительства сирийские войска вошли в эту страну с целью остановить гражданскую войну. Война закончилась в 1990 году, когда в Ливане установилось правительство, поддерживающее дружеские отношения с Сирией. Сирийские войска покинули Ливан лишь в 2005 году, после убийства ливанского премьер-министра Рафика Харири. Сирия поддержала Иран в ирано-иракской войне 1980—1988 годов.
В 1976—1982 годах в стране развернулась вооружённая борьба исламистов против правящей партии Баас, сопровождавшаяся массовыми выступлениями и террористическими актами. События получили название исламского восстания. Во главе восстания стояла суннитская организация Братья-мусульмане. Ключевым эпизодом стала резня в Хаме в феврале 1982 года, в ходе которой сирийская армия подвергла бомбардировке, а затем взяла штурмом оплот оппозиции город Хама. По разным оценкам, от 17 до 40 тысяч человек были убиты, в их числе 1000 солдат.
В середине 1980-х годов разведывательные и силовые структуры Сирии были активно вовлечены в поддержку ближневосточных и других международных террористических группировок в Западной Европе. Сирия была одной из стран в списке стран — спонсоров терроризма, впервые составленном правительством США в 1979 году.
После кончины 10 июня 2000 года Хафеза аль-Асада, бессменно руководившего страной почти 30 лет, президентом, по итогам референдума, был избран его сын Башар аль-Асад.
По некоторым сведениям в ходе израильско-ливанской войны в 2006 году Сирия поставляла оружие Хезболле.
27 мая 2007 года в ходе референдума Башар аль-Асад был переизбран на новый семилетний президентский срок. Его поддержали 97,62 % избирателей.

#### Гражданская война (2011—н.в.)
В 2011 году недовольство режимом Башара Асада вылилось в массовые протесты. Их силовое подавление стало началом многолетней гражданской войны.
3 июня 2014 года в Сирии прошли первые конкурентные выборы главы государства с момента прихода к власти партии «Баас» в 1963 году, на которых Башар Асад переизбран на третий срок. К лету 2014 года восточная часть страны оказалась под властью Исламского государства, провозгласившего создание халифата на части территории Сирии и Ирака со столицей в городе Ракка.
На апрель 2015 года в результате боевых действий 3,9 млн сирийцев покинули свою страну, ещё 7,6 млн — внутренне перемещённые лица. В основном беженцы нашли приют в Египте, Иордании, Ливане и Турции, около 200 тыс. человек выехали в европейские государства, из-за чего число мигрантов у границ Евросоюза достигло в июле 2015 года наивысшего показателя с начала ведения такового подсчёта в 2008 году. По мере восстановления контроля властями над территориями начался возврат беженцев.
После ряда серьёзных поражений в 2015 году (потеря городов Идлиб и Пальмира, а также захват авиабазы Абу-эд-Духур) в конце сентября официальный Дамаск обратился к РФ за военной помощью. 30 сентября Россия официально подтвердила переброску в Сирию авиационной группировки из нескольких десятков самолётов и вертолётов и подразделений обеспечения. 30 сентября 2015 года президентом РФ Владимиром Путиным был отдан приказ на применение ВКС РФ в Сирии в качестве поддержки президента Башара Асада в войне против вооружённой оппозиции и Исламского Государства.
В период 2015—2016 годов боевые действия продолжались на всей территории страны. Шли уличные бои с применением тяжёлых вооружений в нескольких крупных городах страны, включая столицу. Переломным моментом в военном конфликте стало освобождение сирийской армией города Алеппо 22 декабря 2016 года. К концу осени 2017 года Исламское государство потеряло большую часть своих территорий в Сирии, сохранив за собой лишь несколько небольших подконтрольных ему территорий в разных частях страны (лагерь Ярмук к югу от Дамаска, юг мухафазы Идлиб, мухафаза Эль-Кунейтра, а также небольшие территории восточного берега реки Евфрат). 6 декабря 2017 года президент России Владимир Путин официально объявил о полном разгроме Исламского государства. После завершения операции на востоке страны основные боевые действия переместились в мухафазу Идлиб.
27 ноября 2024 года оппозиционная правительству Асада группировка Хайят Тахрир аш-Шам (ХТШ), которая базировалась в Идлибе, развернула наступление на позиции про-правительственных сил в западной части провинции Алеппо. К наступлению также присоединилась, поддерживаемая Турцией и оппозиционная правительству Асада, Сирийская национальная армия (СНА). В ходе стремительного наступления армия Асада не оказала существенного сопротивления, а его союзники Россия и Хезболла, ослабленные другими конфликтами (Россия была занята войной на Украине, а Хезболла была ослаблена после конфликта с Израилем в Ливане), не оказали Асаду помощи. В ночь на 8 декабря Дамаск был взят отрядами оппозиции, а Асад бежал из страны и попросил убежища в России. Утром 8 декабря Израиль занял демилитаризованную зону в районе Эль-Кунейтры.
7 марта 2025 года сторонники Башара Асада и религиозные меньшинства подняли восстание против власти ХТШ после случаев террора со стороны новых властей. В результате атак правительственных сил в провинциях Латакия, Тартус и Эс-Сувейда были убиты несколько сотен мирных жителей.

## Государственное устройство
После падения режима Асада в государственном устройстве Сирии произошли существенные изменения. Основные из них были перечислены в официальном заявлении руководства повстанцев 30 января 2025 года. Среди них отмена Конституции 2012 года и прекращение действия всех «исключительных» законов, роспуск ряда структур, созданных предыдущими властями, включая политические и силовые. 8 декабря было объявлено Национальным днём в связи с победой революции. Партия Баас, правившая в Сирии более 60 лет, приостановила свою деятельность.
Ахмед аш-Шараа стал фактическим главой Сирии. 29 декабря 2024 года в интервью телеканалу «Аль-Арабия» Шараа заявил, что, по его ожиданиям, процесс написания новой конституции Сирии займёт два-три года, а выборы должны состояться через четыре года. 29 января 2025 года Шараа был официально объявлен президентом Сирии на переходный период.
12 марта 2025 года был опубликован проект Конституционной декларации на переходный период. 13 марта 2025 года она уже была подписана Ахмедом аш-Шараа. Согласно ей, запрещается поддержка или оправдание деятельности режима Асада, название страны остаётся «Сирийская Арабская Республика», исламская юриспруденция является основной законодательства, создаётся Верховный Конституционный суд, а президент должен быть мусульманином. В новом документе содержатся положения о разделении властей и независимости судебной системы, а также гарантируются права женщин, свобода выражения мнений и свобода СМИ. Право на ограничение полномочий и смещение президента закреплено за парламентом, однако, учитывая, что треть парламента прямо, а две трети — опосредованно, через специальный комитет, назначаются президентом, это право является декларативным.
Также 13 марта 2025 года был создан Совет национальной безопасности Сирии как стратегический орган исполнительной власти, осуществляющий координацию и управление вопросами безопасности и политического характера, который возглавляет президент Сирии Ахмед аш-Шараа и входят несколько министров правительства и директор внешней разведки.

### Правительство
До момента захвата власти в стране группировка ХТШ базировалась в Идлибе, где ею в 2017 году было создано так называемое Правительство спасения Сирии. В ПСС были премьер-министр, министерства, местными департаментами, которые курировали такие области, как образование, здравоохранение и реконструкцию. При этом существовал религиозный совет, руководствующийся законами шариата.
После падения режима Асада оппозиционными повстанцами 9 декабря 2024 года было сформировано Первое переходное правительство Сирии. Исполняющим обязанности премьер-министра Сирии был объявлен Мухаммед Аль-Башир. Министром обороны с присвоением звания генерал-майора был назначен бывший полевой командир «Джебхат ан-Нусра» Мурхаф Абу Касра. Министром иностранных дел стал Асаад Хасан аш-Шибани.
29 марта 2025 года Аш-Шараа назначил второе переходное правительство Сирии. В состав кабинета вошли 23 министра, включая представителей друзов, алавитов и одну женщину-христианку.

### Вооружённые силы, полиция и спецслужбы
Вооружённые силы Сирии серьёзно пострадали и были фактически разрушены в ходе гражданской войны в Сирии, в результате которой их численность сократилась более чем наполовину от довоенного состава в 325 тысяч человек до 142 000 на 2019 год.
В рамках переформатирования сирийских спецслужб после падения режима Асада вместо ключевой из них — Главного управления безопасности — была создана Служба общей разведки (СОР). Руководителем этой спецслужбы был назначен Анас Хаттаб (Абу Амад Худуд) по кличке «Идлибский мясник» — бывший глава службы безопасности группировки ХТШ, ещё ранее полевой командир «Аль-Каиды».

## Внешняя политика
Сирия была включена Госдепартаментом США в список государств — спонсоров терроризма 29 декабря 1979 года. После падения режима Асада США начали контактировать с новыми властями. 30 июня 2025 года президент США Дональд Трамп подписал указ о полном снятии с 1 июля 2025 года всех экономических санкций против Сирии, действовавших с 2004 года. Указ, в частности, разрешает ослабить экспортный контроль над некоторыми товарами и отменяет ограничения на оказание Сирии иностранной помощи.
С Израилем Сирия де-юре находится в состоянии войны с 1949 года. 20 декабря 2024 года Шараа заявил группе журналистов, что ХТШ продолжит соблюдать Соглашение о разделении сил между Израилем и Сирией 1974 года, которое положило конец Войне Судного дня.
В январе 2025 года власти Сирии запретили въезд в страну гражданам Ирана и Израиля, а также запретили импорт российских, иранских и израильских товаров.
В феврале 2025 года Шараа начал наносить зарубежные визиты в качестве главы государства. 2 февраля он посетил Саудовскую Аравию, где встретился с наследным принцем Мухаммедом бин Салманом. 4 февраля прилетел в Турцию на встречу с Реджепом Эрдоганом.
24 февраля 2025 года Евросоюз приостановил введённые при режиме Асада санкции в отношении ключевых отраслей Сирии, таких как энергетика, транспорт и финансы.
17—18 марта 2025 года на сирийско-ливанской границе прошли вооруженные столкновения между правительственными войсками Сирии и боевиками ливанской «Хезболлы» с использованием тяжёлого вооружения. Этот конфликт отражает противоречия между суннитской группировкой «Хайят Тахрир аш-Шам», которую поддерживает Турция и шиитами, к которым относятся сирийские алавиты, ливанская «Хезболла» и Иран.

## География
Площадь Сирии составляет 185,2 тысяч км².

### Рельеф
Горная цепь Ансари́я (Эн-Нусайри́я) разделяет страну на влажную западную часть и засушливую восточную. Плодородная прибрежная равнина расположена на северо-западе Сирии и простирается на 130 км с севера на юг вдоль берега Средиземного моря от турецкой до ливанской границы. Здесь сосредоточено практически всё сельское хозяйство страны. Самая высокая гора Сирии — Хермон (Эш-Шейх), 2814 м. Большая же часть сирийской территории расположена на засушливом плато, испещрённом горными цепями Дажабль-ар-Рувак, Джабаль-Абу-Руджмайн и Джабаль-Бишри. Средняя высота плато над уровнем моря колеблется от 200 до 700 метров. К северу от гор расположена пустыня Хамад, к югу — Хомс.

### Климат
Климат в целом засушливый. Среднегодовое количество осадков не превышает 100 мм. Средняя температура в январе +7,2 °С, в июле +26,6 °С.

### Водные ресурсы
На востоке Сирию пересекает Евфрат и течёт по её территории на протяжении 675 км. В 1973 г. в верхнем течении реки была построена дамба, что стало причиной образования водохранилища, названного Озером Асада. В районах, расположенных вдоль течения Евфрата, распространено сельское хозяйство. Крупными притоками Евфрата считаются Хабур и Белих. На крайнем северо-востоке на протяжении 44 км по границе с Турцией протекает вторая главная река Ближнего Востока Тигр. А на западе протекает река Оронт (Эль-Аси, 325 км), которая течёт из Ливана в Турцию. На границе с Иорданией течёт река Ярмук.

### Растительный и животный мир
На западе Сирии произрастают фикус, магнолия, платан, кипарис, мирт, лавр, гибискус. Эндемиком Сирии является алеппская сосна. На орошаемых территориях возделывают цитрусовые, оливковые деревья, инжир и виноград. Собственно леса (из бука и кедра) занимают незначительную часть территории Сирии. На востоке Сирии преобладает пустынная растительность: тамариск, астрагал, верблюжья колючка, биюргун, саксаул, боялыч. Животный мир небогат, встречаются антилопы, кабаны, обыкновенные шакалы, лисицы, зайцы, полосатые гиены, сирийский хомяк и сирийский бурый медведь. В Сирию на зимовку прилетают аисты и цапли.

## Административное деление
Сирия делится на 14 мухафаз, глава которых назначается министром внутренних дел после утверждения кабинета министров. В каждой мухафазе выбирается местный парламент. Мухафаза Кунейтра оккупирована Израилем с 1973 года, часть мухафазы находится под управлением ООН.
| Номер на карте | Русское название | Арабское название | Население (2021) | Город          |
| -------------- | ---------------- | ----------------- | ---------------- | -------------- |
| 1.             | Дамаск           | دمشق              | 2 103 000        | Дамаск         |
| 2.             | Риф Дамаск       | ریف دمشق          | 3 372 000        | Дамаск         |
| 3.             | Эль-Кунейтра     | القنيطرة          | 124 000          | Эль-Кунейтра   |
| 4.             | Даръа            | درعا              | 966 000          | Даръа          |
| 5.             | Эс-Сувайда       | السويداء          | 540 000          | Эс-Сувайда     |
| 6.             | Хомс             | حمص               | 1 790 000        | Хомс           |
| 7.             | Тартус           | طرطوس             | 1 172 000        | Тартус         |
| 8.             | Латакия          | اللاذقية          | 1 346 000        | Латакия        |
| 9.             | Хама             | حماة              | 2 147 000        | Хама           |
| 10.            | Идлиб            | ادلب              | 1 172 000        | Идлиб          |
| 11.            | Халеб            | حلب               | 4 118 000        | Халеб (Алеппо) |
| 12.            | Эр-Ракка         | الرقة             | 940 000          | Эр-Ракка       |
| 13.            | Дайр-эз-Заур     | دير الزور         | 1 267 000        | Дайр-эз-Зор    |
| 14.            | Эль-Хасака       | الحسكة            | 1 865 000        | Эль-Хасака     |

### Голанские высоты
Спорная территория Голанских высот с точки зрения сирийского административного деления составляет мухафазу Эль-Кунейтра с центром в одноимённом городе. Израильские войска захватили Голанские высоты в 1967 году во время Шестидневной войны, и до 1981 года регион находился под управлением Армии обороны Израиля. Непосредственно по восточной границе мухафазы Эль-Кунейтра была проведена разграничительная линия и создана демилитаризованная зона. С 1974 года демилитаризованную зону и прилегающие к ней районы Сирии контролировали Силы ООН по наблюдению за разъединением (СООННР).
В 1981 году Кнессет Израиля принял «Закон о Голанских высотах», где в одностороннем порядке был провозглашён суверенитет Израиля над этой территорией. Аннексия была признана недействительной Резолюцией Совета Безопасности ООН от 17 декабря 1981 года и осуждена Генеральной Ассамблеей ООН в 2008 году. 25 марта 2019 года Дональд Трамп провозгласил признание США суверенитета Израиля над Голанскими высотами.
Центром израильских Голан стал город Кацрин. Большинство нееврейского населения в Голанах — друзы, сохраняющие сирийское гражданство (им предоставлено право получить гражданство Израиля). В Сирии они пользуются некоторыми привилегиями, в частности им гарантировано бесплатное высшее образование.
На декабрь 2024 года на Голанах проживали примерно 31 тысяча израильтян и 24 тысячи сирийских друзов. Крупнейший населённый пункт в районе — друзская деревня Мадждаль-Шамс (почти 12 тыс. человек). Первоначально право свободного передвижения между Сирией и Израилем имели лишь служащие СООННР. Но в 1988 году израильские власти разрешили друзским паломникам переходить на территорию Сирии, дабы те получили возможность посещать храм Авеля, расположенный в соседней мухафазе Даръа. Также с 1967 года друзским невестам, решившим выйти замуж за сирийца, разрешено переходить на сирийскую сторону, причём права на возвращение они уже теряют.

## Экономика
Тремя основными отраслями сирийской экономики являются сельское хозяйство, добыча фосфатов и нефти, которые вместе составляют около половины ВВП.
В сельском хозяйстве производится пшеница, ячмень, хлопок, бобовые и маслины. Отрасль находится на низком технологическом уровне, составляет 22 % ВВП. Промышленность составляет более 28 % ВВП. Основной доход в ней генерировался добычей нефти на северо-востоке страны. За годы войны доля Сирии в мировой добыче нефти упала с 0,5 % до 0,05 %.
Политическая нестабильность, гражданская война и торгово-экономические санкции, введённые в отношении Сирии, привели к ухудшению состояния экономики страны. По оценкам ООН, с начала конфликта в 2011 году к 2025 году ВВП страны сократился более вдвое (потери за 14 лет составили 800 млрд долларов), а безработица выросла в три раза. При сохранении темпов роста с 2018 года в размере 1,5 % в год довоенный уровень будет восстановлен только к 2080 году. ВВП на конец 2023 года упал до 9 млрд долларов, ВВП на душу населения — около 1600 долларов. Инфляция на конец 2023 года составляла 140 % и была одной из самых высоких в мире. Внешний долг при этом не очень высокий — 10 млрд долларов или 15-20 % ВВП.
Население страны обнищало: на начало 2025 года 90 % живёт ниже уровня бедности, в том числе 66 % — в крайней бедности.
Внешняя торговля крайне важна для сирийской экономики в силу зависимости от экспорта и притока иностранной валюты. На внешнюю торговлю повлияла гражданская война, нестабильность в мировой экономике и региональная нестабильность. Примерно половину экспорта на 2022 год составила продукция сельского хозяйства, в том числе 17 % — оливковое масло. Основными импортными товарами в 2022 году стали табачная продукция (7 %), полиэфиры (5 %) и мука (4 %).
|                                | 2000  | 2002  | 2010  | 2011  | 2015  | 2016  | 2017  | 2019  | 2020  | 2023  |
| ------------------------------ | ----- | ----- | ----- | ----- | ----- | ----- | ----- | ----- | ----- | ----- |
| ВВП                            | 19666 | 21782 | 61391 | 67293 | 20182 | 13314 | 16947 | 25963 | 17356 | 14761 |
| Доля сельского хозяйства в ВВП | 24,73 | 24,86 | 19,44 | 20,65 | 33,13 | 34,17 | 40,64 | 40,74 | 36,64 | 35,07 |
| Доля промышленности в ВВП      | 33,32 | 29,14 | 30,43 | 33,73 | 16,24 | 16,24 | 17,21 | 15,92 | 22,28 | 22,37 |
| Доля сферы услуг в ВВП         | 41,95 | 46,00 | 50,13 | 45,62 | 49,16 | 49,60 | 42,16 | 43,34 | 41,07 | 42,56 |
| Экспорт                        | 4633  | 6536  | 12796 | 10513 | 2357  | 2377  | 2555  | 2730  | 4146  | 5470  |
| Импорт                         | 3815  | 4488  | 17562 | 11985 | 6275  | 4934  | 6153  | 5819  | 4958  | 7300  |
| Экспортная квота               | 36,12 | 39,53 | 32,17 | 19,37 | 14,29 | 21,68 | 19,34 | 13,01 | 17,53 | 37,06 |
| Импортная квота                | 29,17 | 31,71 | 31,84 | 31,33 | 36,80 | 45,43 | 41,71 | 28,99 | 45,22 | 49,45 |

## Транспорт
Общая протяжённость автодорог в Сирии составляет 36 377 км.
Общая протяжённость железных дорог — 2750 км. В Сирии используются сразу два типа колеи. 2423 км дорог проложено со стандартной колеёй 1435 мм, и 327 км — с колеёй 1050 мм. Дорога с колеёй 1050 мм была построена ещё Османской империей в начале XX века и соединяла Дамаск с Мединой. В настоящее время эта ветка не функционирует. Железнодорожное сообщение налажено с тремя соседними государствами: Турция, Ирак и Иордания. В настоящее время ведётся сооружение линии Тартус — Латакия; планируется прокладка железных дорог Дамаск — Дара и Дейр-эз-Зор — Абу-Кемаль.
Количество аэропортов — 104 (1999 г.), из них с бетонными взлётно-посадочными полосами — 24. 3 имеют статус международного. Государственная авиакомпания — Syrianair, выполняет перевозки в более чем 50 городов.
Общая протяжённость трубных магистралей составляет 1304 км, из них 515 — нефтепроводы.
Сирия имеет два основных торговых порта на Средиземном море — Тартус и Латакия.

## Население
По данным Фонда Организации Объединённых Наций в области народонаселения, общая численность населения Сирии в 2011 году составила 20,8 млн человек, в том числе 10,5 млн мужчин и 10,3 млн женщин; доля городского населения 56 %, темп роста населения в 2010—2015 годах составит 1,7 %, ожидаемая продолжительность жизни составит 74 года для мужчин и 78 лет для женщин.
Большинство населения сосредоточено на побережье Средиземного моря и вдоль берегов Евфрата. Плотность населения — 103 чел./км². В Сирии гарантируется бесплатное образование с 6 до 11 лет и носит обязательный характер. 12 лет школьного обучения состоят из 6 лет начальной школы, трёх лет общеобразовательной и ещё трёх лет специальной подготовки, необходимой для поступления в университет. Грамотность среди сирийцев старше 15 лет составляет 86 % у мужчин и 73,6 % у женщин.

### Крупнейшие города
| Города Сирии | Города Сирии | Города Сирии  | Города Сирии  | Города Сирии | Города Сирии   | Города Сирии |
|              | Название     | Название      | Население     | Население    | Мухафаза       |              |
| Русское      | Арабское     | Перепись 1981 | Перепись 2006 |              | Мухафаза       |              |
| ------------ | ------------ | ------------- | ------------- | ------------ | -------------- | ------------ |
| 1.           | Алеппо       | حلب           | 985 413       | 2 132 100    | Халеб (Алеппо) |              |
| 2.           | Дамаск       | دمشق          | 1 112 214     | 1 580 909    | Дамаск         |              |
| 3.           | Хомс         | حمص           | 346 871       | 798 781      | Хомс           |              |
| 4.           | Хама         | حماه          | 177 208       | 477 812      | Хама           |              |
| 5.           | Латакия      | اللاذقية      | 196 791       | 347 026      | Латакия        |              |
| 6.           | Дейр-эз-Зор  | دير الزور     | 92 091        | 252 588      | Дейр-эз-Зор    |              |
| 7.           | Ракка        | الرقة         | 87 138        | 182 394      | Ракка          |              |
| 8.           | Эль-Баб      | الباب         | 30 008        | 137 565      | Халеб (Алеппо) |              |
| 9.           | Идлиб        | إدلب          | 51 682        | 135 619      | Идлиб          |              |
| 10.          | Дума         | دوما          | 51 337        | 114 761      | Риф Дамаск     |              |

### Этнический состав
Сирийские арабы (в том числе около 400 тысяч палестинских беженцев) составляют около 80 % населения страны.
Крупнейшее национальное меньшинство — курды — составляет 10 % населения Сирии. Большинство курдов проживает на севере страны в Западном (Сирийском) Курдистане, многие по-прежнему пользуются курдским языком. Курдские общины есть также во всех крупных городах.
Третьей по численности этнической группой страны являются сирийские туркмены (туркоманы), составляющие 4 % населения Сирии.
Черкесы в Сирии являются потомками мухаджиров — переселенцев с Кавказа, занимаются преимущественно скотоводством и земледелием. До Войны Судного дня и разрушения города Эль-Кунейтра половина черкесов проживала в мухафазе Эль-Кунейтра; многие из них переехали в Дамаск.
В стране имеются также крупные общины армян и ассирийцев.

### Религиозный состав
Согласно временной Конституции, принятой в марте 2025 года, официальной религией страны является ислам, основой законодательства является исламское право, а президентом может быть только мусульманин.
Крупнейшей по числу последователей религией в Сирии является ислам; в 2010 году мусульмане составляли 93 % населения страны. Большинство мусульман — сунниты (74 %), преимущественно ханафитского мазхаба. Значительное влияние в стране получило шиитское направление ислама (13 %), представленное алавитами, исмаилитами и двунадесятниками. Ещё около 3 % население Сирии составляют друзы, положение которых в религиозной классификации неоднозначно.
Доля христиан в 2010 году оценивалась в 5 % — 6 % населения. На протяжении всего XX века доля христиан в общем населении страны неуклонно снижалась — с 16 % в начале века, к 7,8 % в 2000 году. Численность католиков в 2010 году оценивалась в 430 тыс. человек. Большинство из них — верующие пяти восточнокатолических церквей (мелькиты, сиро-католики, марониты, армяно-католики и халдо-католики). Православные представлены Антиохийской православной церковью (260 тыс., 2010 год). Немало в стране и сторонников древних восточных церквей — Сирийской православной церкви (195 тыс.), Армянской апостольской церкви (150 тыс.) и Ассирийской церкви востока (70 тыс.). Примерно половина протестантов (40 тыс.) являются реформатами, остальные — верующие англиканских, перфекционистских, баптистских и пятидесятнических общин.
В 2011 году община езидов в Сирии насчитывала 80 тыс. человек. Помимо вышеперечисленных, в стране имеются весьма малочисленные группы сторонников веры бахаи и зороастрийцы.

### Языки
Государственный и наиболее распространённый язык — арабский.
В северных регионах страны часто используется курдский язык.
В число самых распространённых языков входят также турецкий (сирийско-туркменский диалект), адыгский (черкесский) и армянский. В отдельных областях встречаются разнообразные диалекты арамейского. Среди иностранных языков самые популярные — английский и русский, который с 2014 года был постепенно введён в средних школах в подконтрольной Дамаску западной части страны в качестве предмета начиная с 7-го класса. К началу XXI века в Сирии проживало не менее 35 тыс. специалистов, когда-либо обучавшихся на русском языке в СССР и в странах СНГ. Французский язык был достаточно популярен в Сирии в период между двумя мировыми войнами, когда страной управляла Франция. Однако с тех пор в качестве второго иностранного языка русский значительно потеснил французский: в стране осталась лишь одна французская школа в Дамаске и число активных франкофонов по состоянию на 2014 год в Сирии не превышает 5000 человек.

## Культура
Будучи одним из древнейших государств мира, Сирия стала колыбелью многих цивилизаций и культур. В Сирии зародилась угаритская клинопись и одна из первых форм письменности — финикийская (XIV век до н. э.). Сирийские деятели науки и искусства внесли весомый вклад в развитие эллинистической, римской и византийской культур. Среди них: учёный Антиох Аскалонский, писатель Лукиан из Самосаты, историки Геродиан, Аммиан Марцеллин, Иоанн Малала, Иоанн Эфесский, Иешу Стилит, Яхья Антиохийский, Михаил Сириец. Известны также христианские учёные-богословы Павел Самосатский, Иоанн Златоуст, Ефрем Сирин, Иоанн Дамаскин.
В XII веке в Сирии жил и творил знаменитый воин и писатель Усама ибн Мункыз, автор автобиографической хроники «Книга назидания» — ценнейшего источника по истории крестовых походов.
Учёный диакон Павел из Алеппо (Булос ибн Макариус аз-Заим ал-Халеби), побывав в 1654—1656 годах в Московском государстве, подробно описал в своей книге «Путешествие патриарха антиохийского Макария в Россию» бытовую культуру, народные обычаи и религиозные обряды русских и украинцев, а также внешнюю политику царя Алексея Михайловича и церковные реформы патриарха Никона.
Столица Сирии — город Дамаск — является одним из мировых исторических центров производства клинкового оружия, родиной знаменитой «дамасской стали».
Сирийцы внесли существенный вклад в развитие арабской литературы, в особенности поэзии, и музыки. Сирийские писатели XIX века, многие из которых позже иммигрировали в Египет, внесли решающий вклад в возрождение арабской культуры (некий «аналог» эпохи Ренессанса в Европе — Нахда). К наиболее известным сирийским писателям XX века, внёсшим крупнейший вклад в общеарабскую культуру, относятся Адонис, Гада ас-Самман, Низар Каббани, Ульфат Идилби, Ханна Мина и Закария Тамер.
Кинематограф в Сирии не очень развит. В среднем Национальная кинематографическая организация Сирии выпускает 1—2 фильма в год. Среди известных режиссёров — Амирали Омар, Усама Мохаммед и Абдель Хамид, Абдул Раззак Ганем (Абу Ганем) и другие. Многие сирийские деятели кино работают за границей. Тем не менее, в 1970-е годы сериалы сирийского производства пользовались популярностью в арабском мире.
Совместно с сирийской киностудией «Ганем-фильм» в СССР и России снимались художественные фильмы: «Загон» (1987), «Последняя ночь Шахерезады» (1987), «Ричард Львиное Сердце» (1992), «Тридцатого уничтожить!» (1992), «Ангелы смерти» (1993), «Трагедия века» (1993), «Великий полководец Георгий Жуков» (1995) и др.
Современная жизнь Сирии тесно переплетается с древними традициями. Так, в старых кварталах Дамаска, Алеппо и других сирийских городов сохраняются жилые помещения, расположенные вокруг одного или нескольких дворов, как правило, с фонтаном в центре, с цитрусовыми садами, виноградными лозами и цветами. За пределами крупных городов жилые кварталы часто объединяются в небольшие посёлки. Здания в таких районах в основном очень старые (часто насчитывают несколько сотен лет), они постоянно передаются из поколения в поколение.
С 2000 до 2008 года число пользователей сети Интернет в Сирии выросло с 30 000 до 1 миллиона. Однако власти блокируют доступ пользователям интернета к таким сайтам, как YouTube, Blogspot и Facebook, а также к сайтам курдских и исламистских партий.

### Образование
До обретения Сирией независимости более 90 % её населения было неграмотным. В 1950 году было введено бесплатное и обязательное начальное образование. До начала гражданской войны в Сирии функционировало около 10 тысяч начальных и более 2,5 тысяч средних школ; 267 профессионально-технических училищ (в том числе 77 промышленных, 65 торговых, 18 сельскохозяйственных и ветеринарных, а также 107 женских); 4 университета.
Университет Дамаска был основан в 1903 году. Он является ведущим высшим учебным заведением в стране. Вторым по значимости является университет в Алеппо, основанный в 1946 году как инженерный факультет Дамасского университета, но в 1960 году ставший самостоятельным учебным заведением. В 1971 году в Латакии был создан университет «Тишрин» («Тешрин»). Самый молодой университет основан в Хомсе — Университет «аль-Баас». Кроме того, большое количество сирийцев получают высшее образование за рубежом, главным образом — в России и во Франции.

### Здравоохранение
До 2011 года медицинское обслуживание в Сирии находилось на хорошем уровне. В государственных больницах за исключением больниц Министерства обороны, действовал принцип бесплатного доступа и ухода.
Всего в системе здравоохранения действовали 4 министерства:
- Министерство здравоохранения — более 800 клиник, большая часть в сельской местности.
- Министерство высшего образования — 12 университетских больниц на 2008 год.
- Министерство обороны — 18 больниц и несколько клиник.
- Министерство внутренних дел — две больницы, в Алеппо и Дамаске.

Также функционировало около 370 небольших частных клиник — в среднем от 10 до 20 коек.
В период гражданской войны система здравоохранения понесла существенные потери. К 2018 году более половины государственных медучреждений были закрыты или функционировали частично. Почти все фармацевтические предприятия, располагавшиеся преимущественно в окрестностях Алеппо, в результате боевых действий были уничтожены.
На март 2025 года в полную силу работало 57 % больниц и 37 % центров первичной медпомощи. Многие учреждения находились под угрозой закрытия из-за нехватки ресурсов. Почти 15,8 миллиона человек нуждались в срочной медицинской помощи, до 70 % медицинских работников Сирии покинули страну.

### Праздники
В Сирии отмечаются следующие государственные праздники. У некоторых из них дата по григорианскому календарю меняется.
| Дата          | Название               | Оригинальное название    | Примечания                                              |
| ------------- | ---------------------- | ------------------------ | ------------------------------------------------------- |
| Дата меняется | Ид Аль-Адха            | عيد الاضحى المبارك       | Окончание периода паломничества в Мекку                 |
| Дата меняется | Ид аль-Фитр            | عيد الفطر                | Окончание месячного поста в Рамадане                    |
| Дата меняется | Маулид                 | المولد النبوي            | Рождение Пророка Мухаммада                              |
| 1 января      | Новый год              | عيد رأس السنة الميلادية  |                                                         |
| 21 марта      | День матери            | عيد الأم                 |                                                         |
| 17 апреля     | День независимости     | عيد الجلاء               | Эвакуация последних французских войск                   |
| Различается   | Григорианская Пасха    | عيد الفصح (غربي)         |                                                         |
| Различается   | Викторианская Пасха    | عيد الفصح (شرقي)         |                                                         |
| 1 мая         | День труда             | عيد العمال               |                                                         |
| 6 мая         | День мучеников         | عيد الشهداء              | Годовщина казни сирийских националистов турками         |
| 6 октября     | День Октябрьской войны | ذكرى حرب تشرين التحريرية |                                                         |
| 8 декабря     | Национальный день      |                          | В связи с победой революции 2024 года                   |
| 25 декабря    | Рождество              | عيد الميلاد المجيد       | Объявлено в декабре 2024 года переходным правительством |

### СМИ
Государственная телерадиокомпания — ORTAS (фр. Organisme de la Radio-Télévision Arabe Syrienne, араб. الهيئة العامة للإذاعة والتلفزيون‎ — «Главное управление радиовещания и телевидения»), в которую входят 1-й (запущен в 1960 году) и 2-й телеканалы (запущен в 1985 году), радиостанции Радио Дамаск (араб. إذاعة دمشق‎), Голос Народа (араб. صوت الشعب‎) и Голос Молодёжи (араб. صوت الشباب‎).

### Спорт
В Сирии преобладают летние виды спорта, а наиболее популярными видами спорта являются футбол, баскетбол, гимнастика, теннис, тяжёлая атлетика, борьба, бокс, плавание и лёгкая атлетика. Олимпийский комитет Сирии является членом Международного олимпийского комитета с 1948 года. Сирия дебютировала на Летних Олимпийских играх в 1948 года в Лондоне. Единственным олимпийским чемпионом в истории Сирии остаётся семиборка Гада Шуаа, которая принесла стране золото на соревнованиях 1996 года в Атланте. С началом гражданской войны в Сирии в 2011 году значительная часть спортивной инфраструктуры была разрушена, а многие спортсмены были вынуждены покинуть страну.
По состоянию на 2018 год спортом в Сирии занималось 379 тысяч человек (90 % мужчин и 10 % женщин). Крупнейшим стадионом Сирии и Ближнего Востока является Международный стадион Алеппо, вмещающий 75 тысяч зрителей.

### Комментарии
1. ↑  Сиро-месопотамская группа диалектов
2. ↑  Из них около 1150 км² захвачены Израилем в 1967 году по результатам Шестидневной войны, а затем аннексированы в 1981 году
3. ↑  «Хезболла» признана террористической организацией в Австралии, Австрии, Аргентине, Великобритании, Гватемале, Германии, Гондурасе, Израиле, Канаде, Колумбии, Литве, Нидерландах, Парагвае, Сербии, Словении, США, Чехии, Швейцарии, Эстонии. Военное крыло «Хезболлы» также признано террористической организацией в Европейском союзе, Новой Зеландии, Республике Косово и Франции.